# Wasilios Kotronias
Wasilios Kotronias, gr. Βασίλειος Κοτρωνιάς (ur. 25 sierpnia 1964 w Atenach) – grecki szachista, arcymistrz od 1990 r., w latach 1998–2004 reprezentant Cypru.

## Kariera szachowa
Od połowy lat 80. XX wieku należy do ścisłej czołówki greckich szachistów, jest m.in. dziesięciokrotnym złotym medalistą mistrzostw kraju (z lat 1986, 1987, 1988, 1990, 1991, 1992, 1994, 2006, 2010 oraz 2014). Trzykrotnie (1997, 1999, 2004) brał udział w pucharowych turniejach o mistrzostwo świata, za pierwszym razem odpadając w I, a w pozostałych – w II rundzie (po porażkach odpowiednio z Wadimem Miłowem, Aleksiejem Driejewem i Aleksandrem Griszczukiem). W 2014 r. zdobył w Chanii srebrny medal indywidualnych mistrzostw państw śródziemnomorskich.
Odniósł wiele sukcesów na arenie międzynarodowej, zwyciężając bądź dzieląc I miejsca m.in. w:
- Atenach (1989, z Jewgienijem Wasiukowem i Spiridonem Skiembrisem oraz dwukrotnie w turniejach Acropolis, w latach 1988 i 2003),
- Chanii (1991),
- Wijk aan Zee (1992, turniej Sonnevanck),
- Komotini (1993, z Ildarem Ibragimowem, Margeirem Peturssonem, Jewgienijem Pigusowem i Zurabem Sturuą),
- Peristeri (1993, 1994),
- Gausdal (1993, 1994, 1995),
- Korfu (1995),
- Ankarze (1995, turniej strefowy, z Aszotem Anastasianem i Giorgi Giorgadze),
- Riszon Le-Cijon (1996, z Borysem Altermanem),
- Panormo (1998, turniej strefowy, z Altinem Celą),
- Hamburgu (2001, z m.in. Klausem Bischoffem, Pawłem Kocurem i Alikiem Gerszonem),
- Cappelle-la-Grande (2002, z m.in. Thomasem Lutherem, Liviu-Dieterem Nisipeanu, Władimirem Bakłanem, Walerijem Niewierowem i Jesusem Nogueirasem),
- Gibraltarze (2003, z Nigelem Shortem),
- Hastings (2003/04, z Jonathanem Rowsonem),
- Kalamarii – dwukrotnie (2005, 2007),
- Sztokholmie (2007/08, turniej Rilton Cup, z m.in. Jewgienijem Agrestem, Siergiejem Iwanowem, Kaido Kulaotsem, Radosławem Wojtaszkiem, Pią Cramling i Tomi Nybackiem),
- Cappelle-la-Grande (2008, z Andriejem Diewiatkinem, Jurijem Kryworuczko, Siergiejem Fiedorczukiem, Davidem Arutinianem, Konstantinem Czernyszowem, Erwinem l'Amim i Wugarem Gaszimowem),

Uwaga: Lista sukcesów niekompletna (do uzupełnienia od 2009 roku).
Wielokrotnie reprezentował Grecję i Cypr w turniejach drużynowych, m.in.:
- trzynastokrotnie na olimpiadach szachowych (w latach 1984, 1986, 1988, 1990, 1992, 1994, 1996, 2000, 2002, 2004, 2006, 2008, 2012); medalista: indywidualnie – brązowy (2008 – na II szachownicy)[6],
- na drużynowych mistrzostwach świata (w roku 2010)[7],
- ośmiokrotnie na drużynowych mistrzostwach Europy (w latach 1989, 1992, 1997, 2001, 2003, 2005, 2007, 2013); dwukrotny medalista: indywidualnie – złoty (2013 – na V szachownicy) i srebrny (2001 – na I szachownicy)[8],
- ośmiokrotnie na drużynowych mistrzostwach Bałkanów (w latach 1984, 1985, 1986, 1988, 1990, 1992, 1993, 1994); wielokrotny medalista, w tym wspólnie z drużyną: złoty (1992), srebrny (1993) i brązowy (1994)[9].

Najwyższy ranking w dotychczasowej karierze osiągnął 1 stycznia 2008 r., z wynikiem 2628 punktów zajmował wówczas 1. miejsce wśród greckich szachistów.
Jest autorem trzech książek poświęconych szachowym debiutom.

## Publikacje
- Beating the Caro-Kann, Batsford, Londyn 1984, ISBN 0-7134-7415-7
- Beating the Flank Openings, Batsford, Londyn 1996, ISBN 0-7134-7781-4
- Beating the Petroff, Batsford, Londyn 2004, ISBN 0-7134-8919-7